# Maldive ai Giochi della XXIX Olimpiade
Le Maldive hanno partecipato ai Giochi della XXIX Olimpiade di Pechino, svoltisi dall'8 al 24 agosto 2008, con una delegazione di  atleti.

## Atletica leggera
| Gara            | Atleta         | Batterie | Batterie | Quarti  | Quarti | Semifinali | Semifinali | Finale | Finale |
| Gara            | Atleta         | Tempo    | Pos.     | Tempo   | Pos.   | Tempo      | Pos.       | Tempo  | Pos.   |
| --------------- | -------------- | -------- | -------- | ------- | ------ | ---------- | ---------- | ------ | ------ |
| 100 m maschili  | Ali Shareef    | 11"11    | 7        |         |        |            |            |        |        |
| 800 m femminili | Aishath Reesha |          |          | 2'30"14 | 7      |            |            |        |        |

## Nuoto
| Gara                        | Atleta                | Batterie | Batterie | Semifinali | Semifinali | Finale | Finale |
| Gara                        | Atleta                | Tempo    | Pos.     | Tempo      | Pos.       | Tempo  | Pos.   |
| --------------------------- | --------------------- | -------- | -------- | ---------- | ---------- | ------ | ------ |
| 50 m stile libero maschili  | Ibrahim Shameel       | 29"28    | 88       |            |            |        |        |
| 50 m stile libero femminili | Aminath Rouya Hussain | 30"21    | 72       |            |            |        |        |